# 小行星3364
小行星3364（英語：3364 Zdenka）是一颗围绕太阳公转的小行星。1984年4月5日，安東寧·姆爾科斯在克列特发现了此天体。
这颗小行星的绝对星等为108.7298904511341等。